# Требио (Мачерата)
Требио је насеље у Италији у округу Мачерата, региону Марке.
Према процени из 2011. у насељу је живело 425 становника. Насеље се налази на надморској висини од 736 м.